# Biserica Intrarea în Biserică a Maicii Domnului din Galeș

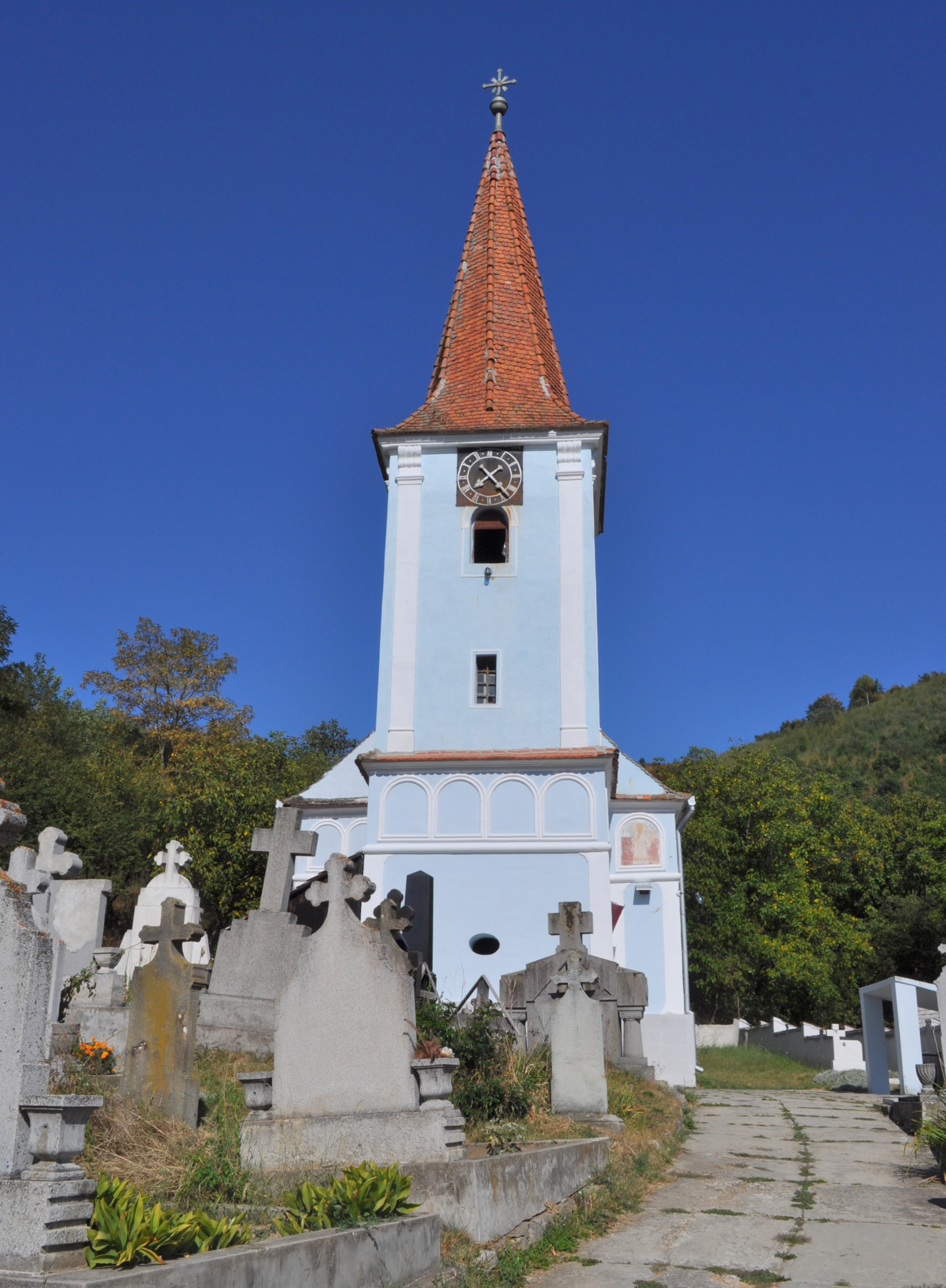
Biserica Sfântului Preot Mărturisitor Ioan din Galeș, județul Sibiu, foto: august 2011.

Biserica Sfântului Preot Mărturisitor Ioan din Galeș, județul Sibiu, a fost construită în anul 1700 și pictată în 1810. Lăcașul de cult figurează pe lista monumentelor istorice 2010, cod LMI SB-II-m-B-12390.

## Istoric și trăsături
Biserica a fost construită în anul 1700 în vecinătatea unei biserici mult mai vechi, construite din lemn, care nu mai există.
Biserica mai poartă și hramul „Sf. Ioan din Galeșˮ. Acesta a fost un preot originar din Transilvania care a trăit în secolul al XVIII-lea. El a fost închis pentru că a protestat împotriva presiunii exercitate de autoritățile Imperiului habsburgic asupra ortodocșilor pentru a-i sili să accepte unirea cu Roma și, pentru credința lui, a murit în închisoarea de la Kufstein (Austria).

## Imagini din exterior
